# Guatapará (ort)
Guatapará är en ort i Brasilien.   Den ligger i kommunen Guatapará och delstaten São Paulo, i den sydöstra delen av landet, 600 km söder om huvudstaden Brasília. Guatapará ligger 518 meter över havet och antalet invånare är 6 966.
Terrängen runt Guatapará är lite kuperad. Närmaste större samhälle är Pradópolis, 15,5 km norr om Guatapará.
Omgivningarna runt Guatapará är en mosaik av jordbruksmark och naturlig växtlighet. Runt Guatapará är det glesbefolkat, med 16 invånare per kvadratkilometer.